# Чемпионат России по хоккею с шайбой среди женщин 2004/2005
Чемпионат России по хоккею с шайбой сезона 2004/2005 годов среди женских команд — десятый чемпионат России среди женщин. Проводился с 19 сентября 2004 года по 17 февраля 2005 года. В первенстве страны участвовало шесть команд.
Чемпионом России стал ХК СКИФ Москва, серебряные медали завоевал ХК «Торнадо» Дмитров, а бронзовые медали завоевал ХК «Спартак-Меркурий» Екатеринбург.

## Турнирная таблица
| М | Команда                         | И  | В  | ВО | Н | ПО | П  | ЗШ  | ПШ  | О  |
| - | ------------------------------- | -- | -- | -- | - | -- | -- | --- | --- | -- |
| 1 | СКИФ Москва                     | 30 | 29 | 0  | 1 | 0  | 0  | 161 | 19  | 88 |
| 2 | «Торнадо» Дмитров               | 30 | 23 | 1  | 1 | 0  | 5  | 147 | 40  | 72 |
| 3 | «Спартак-Меркурий» Екатеринбург | 30 | 16 | 0  | 0 | 1  | 13 | 89  | 65  | 49 |
| 4 | «Локомотив» Красноярск          | 30 | 10 | 0  | 0 | 0  | 20 | 45  | 51  | 30 |
| 5 | «Факел» Челябинск               | 30 | 7  | 0  | 0 | 0  | 23 | 57  | 124 | 21 |
| 6 | СКИФ-2 Москва                   | 30 | 3  | 0  | 0 | 0  | 27 | 21  | 221 | 9  |

Примечание: М — место, И — количество игр, В — выигрыши в основное время, ВО — выигрыши в овертайме, Н — ничейный результат, ПО — поражения в овертайме, П — поражения в основное время, ЗШ — забито шайб, ПШ — пропущено шайб, О — очки.